# Loubens-Lauragais
Loubens-Lauragais (em occitano:  Lobens de Lauragués) é uma comuna francesa na região administrativa da Occitânia, no departamento do Alto Garona. Estende-se por uma área de 6.47 km², com 455 habitantes, segundo o censo de 2018, com uma densidade de 70 hab/km².